# VGASAVE
vgasave es un dispositivo virtual de los sistemas operativos Windows, desde XP, que emula las funciones de la tarjeta gráfica, en el caso de que el sistema pierda el control de las funciones avanzadas de la misma.

## Las causas
Sucede sin previo aviso. Normalmente, esta incidencia aparece por la corrupción o pérdida, -producida por cortes eléctricos, eliminación accidental o incluso influencia de rootkits- de los drivers que gestionan el bus AGP o PCI Express, y en general del puente norte (o Northbridge) del chipset de la placa base.
En algunos foros han aparecido estas incidencias al actualizar al Service Pack 1, 2 o 3 de Windows XP. Esto puede suceder si ha ocurrido algún error durante el proceso de actualización o los drivers no estaban actualizados a la par del sistema.

## Síntomas
Inmediatamente observaremos que, aunque el sistema puede mostrar hasta 32 bits de color a altas resoluciones, la gestión de ventanas y efectos del escritorio está notoriamente ralentizada, debido a que se está realizando por software. La navegación por webs que tengan alto contenido multimedia puede llegar a ser impracticable.
Diagnósticos de DirectX nos mostrará que no hay una tarjeta de vídeo instalada. Asimismo en la ventana del Administrador de dispositivos, veremos que el adaptador de pantalla ha desaparecido. Si se vuelve a intentar la reinstalación, el software nos dirá que la tarjeta no está presente.

## La solución equivocada
vgasave se habilita automáticamente, y no se debe inhabilitar, desinstalar o borrar alguno de sus componentes (los archivos VGA.DLL y VGA.SYS). Esto provoca que el sistema interrumpa la gestión de imagen, perdiendo el control visual del sistema.
Si se acude al Administrador de dispositivos, y observa la carencia de tarjeta de vídeo, al habilitar "mostrar dispositivos ocultos", en el menú "Ver", aparecerá el epígrafe "Dispositivos que no son Plug and Play", y entre ellos aparecerá vgasave. Si abrimos sus propiedades, en la pestaña configuración observaremos que en realidad se trata de servicio de Windows, y como tal podremos inhabilitarlo, reiniciarlo, desinstalarlo o pasarlo a manual. También puede accederse a este apartado abriendo las propiedades de pantalla, pestaña configuración, botón Opciones avanzadas, y en la nueva ventana que se abrirá, seleccionar la pestaña adaptador.
Si se deshabilita o desinstala, en el siguiente reinicio, el sistema arrancará normalmente, pero no mostrará ninguna imagen, con lo que se perderá el control del sistema. Pulsando el botón de encendido el sistema, si está configurado normalmente, el sistema se apagará sin mayores consecuencias.
Para solucionar esta nueva incidencia, se debe iniciar el equipo desde la consola de recuperación y habilitar de nuevo el servicio, tecleando
enable vgasave SERVICE_SYSTEM_START
En el caso de que esto no funcionara habría que efectuar una reparación del sistema.
También esta la opción antes de que el windows inicie, con F8 y habilitar Modo VGA

## La solución correcta
Como se ha mencionado anteriormente, esto ha ocurrido por una corrupción o desinstalación de los drivers que conectan el bus de vídeo con el sistema. Reinstalándolos (eliminando previamente versiones anteriores de los drivers del chipset y la tarjeta de vídeo), todo volverá a la normalidad. También la utilidad 
Los principales fabricantes de chipsets para placas de escritorio son Intel, AMD, VIA, SiS y estos últimos años, nVidia. Consultando el manual de la placa base o las especificaciones de la misma en la web del fabricante, se hallará el modelo exacto de chipset de la misma y se podrá reinstalar. Luego reinstalaremos el driver de la tarjeta de vídeo y se comprobará que todo funciona con normalidad.

## Enlaces de ayuda
Enlaces a las zonas de descarga de los principales fabricantes
- Intel
- AMD
- VIA
- SiS
- nVidia